# ویروس اورتوهانتای بلگراد-دوبراوا
ویروس اورتوهانتای بلگراد-دوبراوا (DOBV) یا ویروس دوبراوا یک ویروس پوشش دار، تک-رشته‌ای، با سوی منفی و از نوع آران‌ای و از گونه‌های ویروس هانتا ی بَرّ قدیم است. این ویروس یکی از چندین گونهٔ ویروس هانتا است که تب خونریزی دهنده به همراه سندرم کلیوی را به صورت شدید در بدن ایجاد می‌کند. نخستین بار این ویروس از بدن موش گردن‌زرد در اسلوونی و یوگسلاوی بدست آمد پس از آن در روسیه و بخش‌هایی از شرق اروپا نیز دیده شد. البته در آلمان نیز دیده شد اما عامل آن نامشخص است.

## نرخ مرگ
نرخ مرگ ناشی از این ویروس ۱۲ درصد است و آن را مرگ آورترین ویروس هانتا در اروپا کرده‌است. گونه‌های مختلف این ویروس شدت بیماری متفاوتی ایجاد می‌کنند.